# Discorsi e Dimostrazioni Matematiche Intorno a Due Nuove Scienze
El Discorsi e Dimostrazioni Matematiche Intorno a Due Nuove Scienze, en català Discursos i Demostracions Matemàtiques Entorn de Dues Noves Ciències, és una obra del físic i matemàtic toscà Galileo Galilei (1564-1642), conegut als Països Catalans com a Galileu, publicat el 1638 a Leiden i escrit en forma de diàleg entre diversos personatges en italià, on l'autor hi recull les seves investigacions sobre cinemàtica i ciència dels materials realitzats al llarg de la seva vida. Es considera el llibre fundacional de la física moderna, i més en concret de la cinemàtica.

## Antecedents

### La física d'Aristòtil

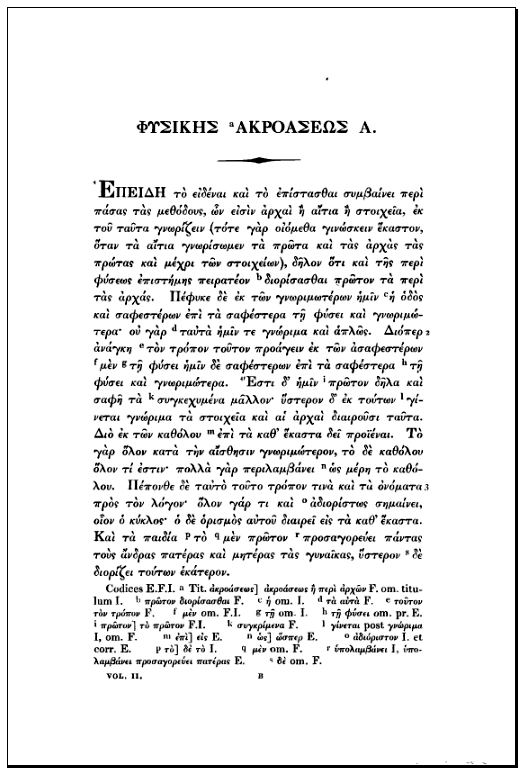
Primera pàgina del llibre Física d'Aristòtil, de l'edició d'Immanuel Bekker (1837)

Segons el filòsof grec Aristòtil (384 aC - 322 aC) la Terra està formada per quatre elements, distribuïts en capes esfèriques concèntriques, la més interna està formada per terra, la segueix la capa de l'aigua, després la d'aire i, finalment, la del foc. Aquestes zones són els llocs naturals d'aquests quatre elements. El moviment de l'esfera de la Lluna, situada després de l'esfera del foc, remou aquesta i provoca que els elements es mesclin donant lloc a la gran diversitat de substàncies a causa de les diferents combinacions dels quatre elements. Els elements intenten tornar al seu lloc natural pel camí més curt, que és la línia recta. És un moviment natural, que s'oposa al moviment violent que transporta els elements fora del seu lloc natural. Els moviments naturals són sempre verticals, la terra i l'aigua es mouen per avall, se'ls anomena pesants o greus, mentre que l'aire i el foc es mouen per amunt, i se'ls anomena lleugers o febles. Els moviments que no són verticals són tots violents.
Per Aristòtil el moviment no és un estat, sinó un procés que tendeix al repòs, l'estat propi de tots els cossos. Perquè un cos adquireixi un nou estat, cal que existeixi una causa o motor que faci possible el trànsit. Com que el moviment afecta el ser del mòbil no pot ser afectat per dos moviments contraris, perquè s'obstaculitzarien, i no és possible la composició de moviments. Les acceleracions són degudes al desig del mòbil per arribar al seu lloc, intensificant-se a mesura que s'aproxima al seu destí.
Tot l'espai està ple segons Aristòtil. Per tant, qualsevol cos que es mogui haurà d'anar desplaçant altres cossos que hi ha al seu camí. Per això la seva velocitat dependrà, per una part, del seu pes, a major pes més facilitat per moure els obstacles; i, per una altra, de la resistència que oposi el medi al moviment, a major densitat major resistència. D'aquí Aristòtil afirma que la velocitat d'un cos és directament proporcional al seu pes i inversa a la resistència del medi.

### La teoria de limpetus

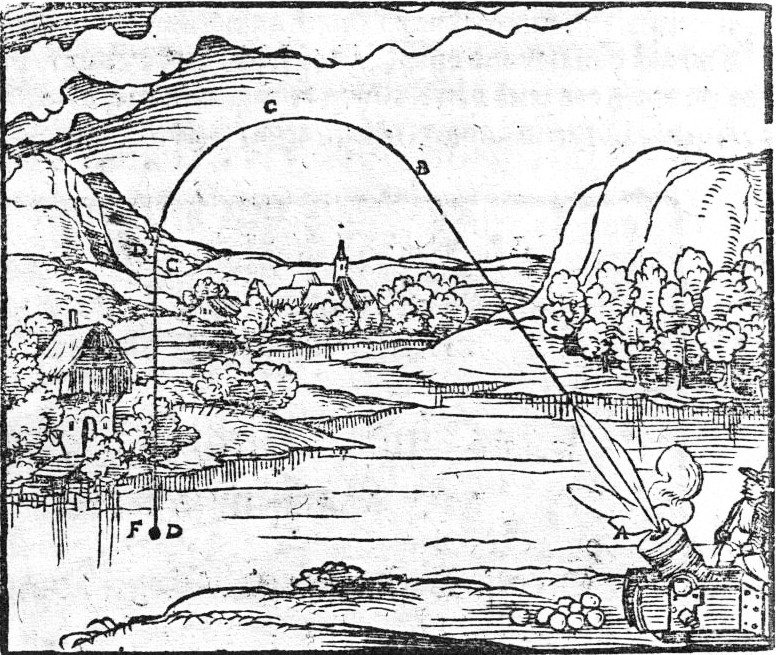
Trajectòria d'un projectil al llibre Bawkunst Oder Architectur aller fürnemsten/ Nothwendigsten/ angehœrigen Mathematischen vnd Mechanischen Kuensten de W. H. Ryff (1582)

### La teoria de l'impetus
La teoria de l'impetus fou desenvolupada a París per Jean Buridan (1300-1358) a partir d'una antiga teoria de Joan Filopò (490-570) que l'havia introduït sota el nom de força motriu impresa com una alternativa a la teoria d'Aristòtil.
Segons Aristòtil perquè un cos tingués un moviment era necessari que l'impulsés un motor, la qual cosa semblava impossible en els projectils una vegada llançats. Aristòtil argumentava que era el mateix aire que realitzava les funcions de motor del projectil. Buridan refusà, indignat, aquesta explicació, ja que tothom sabia que l'aire frenava els cossos que es movien en el seu si, mai els ajudava a moure's. Per explicar el moviment dels projectils Buridan introduí l'impetus, que és l'impuls inicial que conserva el projectil una vegada llançat. Finalment el projectil cau a terra perquè l'aire el frena i el seu pes fa, també, que caigui cap a terra, seguint una trajectòria recta inicialment, després seguia un arc de circumferència i, finalment, seguia una recta vertical en caure per l'acció del pes. Amb aquesta explicació Buridan s'aproximà al principi d'inèrcia, ja que si no existissin ni el pes ni el fregament amb l'aire, el projectil no s'aturaria mai i seguiria en moviment indefinidament, però no encertà en la trajectòria.

## Continguts

### Redacció i edició
El Discorsi e Dimostrazioni Matematiche Intorno a Due Nuove Scienze fou escrit durant el confinament que sofrí Galileu a Arcetri a conseqüència de la condemna de la Inquisició per haver escrit el llibre Dialogo Sopra i Due Massimi Sistemi del Mondo, publicat a Florència el 1632. Tenia aleshores setanta anys. El llibre no és una creació nova, sinó que és una recuperació, profundització, correcció i actualització d'escrits anteriors. El llibre està dedicat al comte François de Noailles (1584-1645), que havia estat alumne de Galileu a la Universitat de Pàdua el 1603 i que havia intercedit per ell durant el procés que li obri la Inquisició quan era ambaixador del rei de França a Roma. Noailles aconseguí trobar-se amb Galileu el 25 d'octubre del 1636 a Poggibonsi, l'única sortida d'Arcetri que realitzà Galileu, i aquest li lliurà una còpia manuscrita del Discorsi perquè el publicàs on no tingués poder la Inquisició. El títol del llibre fou elegit per l'editor, Lodewijk Elzevir, i Galileu no l'aprovava perquè el considerava inadequat i plebeu. L'editor també redactà la introducció presentant l'autor. Galileu havia previst enviar còpies a Alemanya, Flandes, Anglaterra i Espanya si Noailles no aconseguia publicar-lo.

### Estil
El llibre està escrit en forma d'un diàleg que té lloc a Venècia entre tres personatges, els mateixos de l'anterior llibre Dialogo Sopra i Due Massimi Sistemi del Mondo:
1. Filippo Salviati: fa referència a un noble florentí que conegué Galileu el 1611, representa a Galileu.
2. Gianfrancesco Sagredo: és un personatge neutral, però en realitat es deixa convèncer per Salviati. Es tracta de l'amic de l'ànima de Galileu, conegut de la seva època a Venècia. És l'amfitrió de la trobada.
3. Simplicius: representa el pensament escolàstic.

En tots els desenvolupaments matemàtics Galileu no empra cap simbolisme malgrat ser contemporani del màxim desenvolupament de l'àlgebra i dels inicis de la geometria analítica. Galileu ignora aquests nous mètodes i empra sempre un mètode expositiu de tipus euclidià, l'únic recurs que empra és la representació gràfica de les magnituds espai i temps. La velocitat no és definida, ja que la teoria de proporcions dels Elements d'Euclides no entén que es puguin fer raons entre magnituds físiques diferents. Tanmateix Galileu entén la velocitat com una magnitud física que es pot comparar, mesurar i expressar mitjançant nombres, i representar mitjançant un segment.
Per una altra banda, en el llibre es justifiquen moltes consideracions sobre la base d'experiments duts a terme per l'autor al llarg de la seva vida. Això conduí als historiadors a considerar Galileu un dels primers científics experimentalistes, cosa que han posat en dubte alguns historiadors de la ciència que consideren que molts dels experiments no són més que experiments mentals i que mai foren realitzats. Tanmateix, d'altres, han tret a la llum manuscrits de Galileu on sembla haver-hi dades recollides d'experiments.

### Les jornades

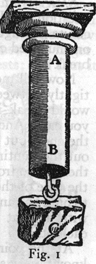

En la primera edició del 1638 es publicaren les quatre primeres jornades amb un apèndix amb teoremes per a calcular els centres de gravetat de diferents cossos. En les edicions posteriors a 1638 s'afegiren dues jornades més. La cinquena tracta sobre les proporcions d'Euclides i la sisena sobre les col·lisions de cossos, essent una anticipació del principi de conservació de la quantitat de moviment o moment lineal de la dinàmica clàssica.

#### Primera jornada
En la primera jornada es tracta d'una nova ciència que estudia la resistència dels sòlids a ser trencats (resistència a la tracció en les cordes, resistència al cisallament, resistència a la compressió en els sòlids), l'estructura química dels materials, l'existència del buit, la comparació entre els cossos formats per àtoms indivisibles i cossos continus, els cossos flotants, l'òptica i els miralls parabòlics, la velocitat de la llum, la caiguda dels cossos de diferent pes caient en el buit i en el si de l'aire, les oscil·lacions del pèndol, i l'harmonia acústica i musical.

#### Segona jornada
Es reflexiona sobre quina podria ser la causa d'aquesta consistència dels sòlids, convertint-se en el primer tractat racional sobre la ciència de la construcció que supera els criteris empírics i l'aproximació dels tractats d'arquitectura del Renaixement. Demostrar que es pronunciï sobre la resistència a la flexió o la llei del pla de flexió. D'acord amb la investigació de Galileu que va ser establert pels enginyers del segle xviii i el segle xix la teoria de la biga. La llei estàtica de la biga de Galileu és el descobriment més important dels edificis a força d'enginyeria moderna resistència.

#### Tercera jornada
La tercera i la quarta jornada són les més importants del llibre. Tracten de la segona nova ciència, la cinemàtica, que estudia el moviment. Galileu no estudia el moviment dels cossos celestes, que ja fou estudiat pel matemàtic Johannes Kepler (1571-1630), ni els moviments de rotació. Es discuteix el descobriment del principi d'inèrcia i del principi d'acceleració constant en la caiguda dels cossos. El capítol mostra els principis de la cinemàtica del moviment rectilini uniforme, moviment que té per trajectòria una recta i una velocitat constant; i del moviment rectilini uniformement accelerat, que té per trajectòria una recta i una acceleració constant. A partir d'aquest darrer es dedueixen les equacions de moviment de la caiguda lliure dels cossos i les vibracions mecàniques i el principi d'isocronisme del pèndol (important per mesurar del temps). Es discuteixen les primeres proves de Galileu sobre la caiguda de boles de metall per un pla inclinat i les seves demostracions geomètriques i mecàniques.

#### Quarta jornada
S'estudia el moviment dels projectils sobre la superfície de la Terra, essent la primera teoria científica sobre els moviments dels cossos en dues dimensions (horitzontal i vertical). Galileu mostra que el projectil segueix una trajectòria que és una paràbola i demostra el principi de la composició de moviments. Al final del capítol, exposa la teoria geomètrica del llançament dels projectils i presenta unes taules balístiques que es poden utilitzar per calcular l'abast del projectil a partir de l'angle d'inclinació dels canons a terra, cosa que els artillers no sabien fer fins en aquell moment.

## Conseqüències

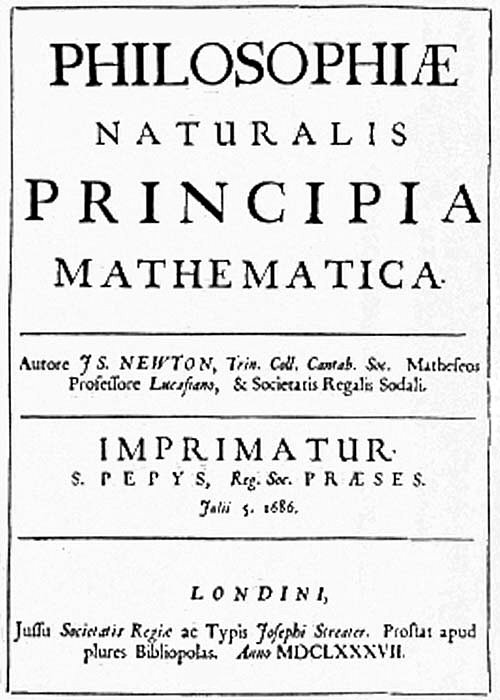
Portada dels Principia Mathematica de Newton

Després de la primera publicació del Discorsi es desenvoluparen els estudis de Galileu sobre els principis físics a Itàlia per part d'un alumne seu, Evangelista Torricelli (1608-1647), al tractat Opera geometrica del 1644. Per desgràcia, la mort prematura de Torricelli als trenta-nou anys, i les limitacions sobre els estudis astronòmics de Nicolau Copèrnic imposades per la Inquisició romana, interromperen a Itàlia els avenços més innovadors en la nova física, que en la segona meitat del segle xvii es desenvolupà principalment a França i Anglaterra.
El major valedor dels descobriments de Galileu a Anglaterra fou Isaac Newton (1642-1727) que el cita als Philosophiae Naturalis Principia Matematica del 1687. En el primer llibre de la seva obra més important, després d'expressar els tres principis bàsics de la dinàmica, Newton assenyala que aquests principis es deriven d'experiments i teories de Galileu en els moviments de caiguda lliure i per un pla inclinat i en el moviment en dues dimensions, com el llançament dels projectils.
A França el primer matemàtic del rei Lluís XIV, Pierre Varignon (1654-1722), explicà els principis de la física d'acord amb la demostració del Discorsi de Galileu al seu Traité du mouvement et de la mesure des eaux coulantes et jaillissantes. Avec un traité préliminaire du Mouvement en général del 1725. A França també reconegueren les importants aportacions a la cinemàtica del Discorsi els matemàtics Joseph Louis Lagrange (1736-1813) en la seva Mécanique analytique del 1788 i Pierre Simon de Laplace (1749-1827) en la seva Exposition du système du monde del 1796 i l'enginyer Claude-Louis Navier (1785-1836).
A Alemanya i Rússia Leonhard Euler (1707-1783), director de les dues Acadèmies de Ciències de Berlín i de Sant Petersburg, assenyalà els grans mèrits de Galileu en el prefaci del seu principal tractat Mechanica sive motus scientia analytica exposita del 1736 publicada a Sant Petersburg.
La primera traducció al castellà data del 1945 publicada per l'editorial Losada, amb el títol Diálogo y demostraciones matemáticas acerca de dos nuevas ciencias, i s'encarregà de la traducció José Ramón Villasante.